# Acanthophyllum kabulicum
Acanthophyllum kabulicum är en nejlikväxtart som beskrevs av H. Schiman-czeika. Acanthophyllum kabulicum ingår i släktet Acanthophyllum och familjen nejlikväxter. Inga underarter finns listade i Catalogue of Life.